# If It Ain't Love
«If It Ain't Love» es una canción del cantante y compositor estadounidense Jason Derulo. Fue lanzado como sencillo el 1 de abril de 2016. La canción fue producida por Ian Kirkpatrick y The Monsters and the Strangerz. El 3 de abril de 2016, Derulo interpretó la canción por primera vez en televisión en el 3rd iHeartRadio Music Awards. La obra de arte del sencillo cuenta con Derulo en un traje violeta y un sombrero fedora que cubre sus ojos.

## Vídeo Musical
El video musical de "If It Is not Love" se estrenó a través de la red de video social musical.ly el 9 de mayo de 2016. Fue dirigido por Joe Labisi y Derulo.

## Listas

### Lista Semanal
| Lista (2016)                                | Mejor posición |
| ------------------------------------------- | -------------- |
| Australia (ARIA)                            | 34             |
| Bélgica (Flandes) (Ultratip Bubbling Under) | 34             |
| Bélgica (Valonia) (Ultratip Bubbling Under) | 19             |
| Canadá (Canadian Hot 100)                   | 37             |
| República Checa (Rádio Top 100)             | 77             |
| Dinamarca (Tracklisten)                     | 21             |
| Alemania (Media Control AG)                 | 80             |
| Irlanda (IRMA)                              | 35             |
| Italia (FIMI)                               | 65             |
| Países Bajos (Mega Single Top 100)          | 37             |
| Países Bajos (Dutch Top 40)                 | 33             |
| New Zealand Heatseekers (Recorded Music NZ) | 2              |
| Portugal (AFP)                              | 67             |
| Suecia (Sverigetopplistan)                  | 44             |
| Suiza (Schweizer Hitparade)                 | 58             |
| Reino Unido (UK Singles Chart)              | 49             |
| Estados Unidos (Billboard Hot 100)          | 67             |
| Estados Unidos (Mainstream Top 40)          | 18             |

### Lista de Fin de Año
| Lista (2016)          | Posición |
| --------------------- | -------- |
| Denmark (Tracklisten) | 74       |